# Tallinn Trophy
Tallinn Trophy é uma competição internacional de patinação artística no gelo de níveis sênior, júnior e noviço, sediado na cidade de Tallinn, Estônia. A primeira edição foi disputada em 2011, e que fará parte do calendário do Challenger Series a partir da temporada 2015–16.

## Edições
| Ano  | Edição | Cidade sede | Sênior | Sênior | Sênior | Sênior | Júnior | Júnior | Júnior | Júnior | Noviço | Noviço | Noviço | Ref         |
| Ano  | Edição | Cidade sede | M      | F      | P      | D      | M      | F      | P      | D      | M      | F      | D      | Ref         |
| ---- | ------ | ----------- | ------ | ------ | ------ | ------ | ------ | ------ | ------ | ------ | ------ | ------ | ------ | ----------- |
| 2011 | 1.ª    | Tallinn     | •      | •      | –      | •      | •      | •      | –      | •      | •      | •      | •      | [ 2 ]       |
| 2012 | 2.ª    | Tallinn     | •      | •      | –      | –      | •      | •      | –      | •      | •      | •      | •      | [ 3 ]       |
| 2013 | 3.ª    | Tallinn     | –      | •      | –      | –      | •      | •      | –      | •      | •      | •      | •      | [ 4 ]       |
| 2014 | 4.ª    | Tallinn     | •      | •      | –      | •      | •      | •      | –      | •      | •      | •      | •      | [ 5 ]       |
| 2015 | 5.ª    | Tallinn     | •      | •      | •      | •      | •      | •      | –      | •      | •      | •      | •      | [ 6 ]       |
| 2016 | 6.ª    | Tallinn     | •      | •      | •      | •      | •      | •      | •      | •      | •      | •      | •      | [ 7 ] [ 8 ] |
| 2017 | 7.ª    | Tallinn     | •      | •      | •      | •      | •      | •      | •      | •      | •      | •      | •      | [ 9 ]       |
| 2018 | 8.ª    | Tallinn     | •      | •      | •      | •      | •      | •      | –      | •      | •      | •      | •      | [ 10 ]      |

Legenda
- Parte do Challenger Series ISU
- –  Evento não disputado neste ano

## Lista de medalhistas

### Sênior

#### Individual masculino
| Evento                  | Ouro                                             | Prata                                            | Bronze                                           |
| Tallinn 2011 (detalhes) | Sarkis Hayrapetyan · Armênia                     | Slavik Hayrapetyan · Armênia                     | Girts Jekabsons · Letônia                        |
| Tallinn 2012 (detalhes) | Viktor Romanenkov · Estônia                      | Daniel Albert Naurits · Estônia                  | Samuel Koppel · Estônia                          |
| 2013                    | Não houve disputa do individual masculino sênior | Não houve disputa do individual masculino sênior | Não houve disputa do individual masculino sênior |
| Tallinn 2014 (detalhes) | Oleksii Bychenko · Israel                        | Daniel Samohin · Israel                          | Slavik Hayrapetyan · Armênia                     |
| Tallinn 2015 (detalhes) | Max Aaron · Estados Unidos                       | Dmitri Aliev · Rússia                            | Deniss Vasiļjevs · Letônia                       |
| Tallinn 2016 (detalhes) | Roman Savosin · Rússia                           | Anton Shulepov · Rússia                          | Andrew Torgashev · Estados Unidos                |
| Tallinn 2017 (detalhes) | Dmitri Aliev · Rússia                            | Alexei Krasnozhon · Estados Unidos               | Yaroslav Paniot · Ucrânia                        |
| Tallinn 2018 (detalhes) | Maxim Kovtun · Rússia                            | Vincent Zhou · Estados Unidos                    | Anton Shulepov · Rússia                          |

#### Individual feminino
| Evento                  | Ouro                              | Prata                               | Bronze                          |
| Tallinn 2011 (detalhes) | Yulia Starikova · Rússia          | Helery Halvin · Estônia             | Stasija Rage · Letônia          |
| Tallinn 2012 (detalhes) | Eike Langerbaur · Estônia         | Svetlana Issakova · Estônia         | Helery Halvin · Estônia         |
| Tallinn 2013 (detalhes) | Helery Halvin · Estônia           | Oona Lindhal · Finlândia            | Tuuli Lipiainen · Finlândia     |
| Tallinn 2014 (detalhes) | Angelina Kučvaļska · Letônia      | Anastasia Galustyan · Armênia       | Liubov Efimenko · Finlândia     |
| Tallinn 2015 (detalhes) | Maria Sotskova · Rússia           | Elizabet Tursynbayeva · Cazaquistão | Tyler Pierce · Estados Unidos   |
| Tallinn 2016 (detalhes) | Stanislava Konstantinova · Rússia | Serafima Sakhanovich · Rússia       | Bradie Tennell · Estados Unidos |
| Tallinn 2017 (detalhes) | Stanislava Konstantinova · Rússia | Alisa Fedichkina · Rússia           | Nicole Schott · Alemanha        |
| Tallinn 2018 (detalhes) | Serafima Sakhanovich · Rússia     | Ting Cui · Estados Unidos           | Viveca Lindfors · Finlândia     |

#### Duplas
| Evento                  | Ouro                                                   | Prata                                       | Bronze                                            |
| Tallinn 2015 (detalhes) | Aliona Savchenko · Bruno Massot · Alemanha             | Mari Vartmann · Ruben Blommaert · Alemanha  | Amani Fancy · Christopher Boyadji · Reino Unido   |
| Tallinn 2016 (detalhes) | Alina Ustimkina · Nikita Volodin · Rússia              | Alisa Efimova · Alexander Korovin · Rússia  | Goda Butkutė · Nikita Ermolaev · Lituânia         |
| Tallinn 2017 (detalhes) | Ekaterina Alexandrovskaya · Harley Windsor · Austrália | Alisa Efimova · Alexander Korovin · Rússia  | Anastasia Poluianova · Dmitry Sopot · Rússia      |
| Tallinn 2018 (detalhes) | Miriam Ziegler · Severin Kiefer · Áustria              | Tarah Kayne · Danny O'Shea · Estados Unidos | Jessica Calalang · Brian Johnson · Estados Unidos |

#### Dança no gelo
| Evento                  | Ouro                                                      | Prata                                           | Bronze                                             |
| Tallinn 2011 (detalhes) | Irina Shtork · Taavi Rand · Israel                        | Hanna Maria Tammo · Geido Kapp · Geórgia        | nenhum outro competidor                            |
| 2012–2013               | Não houve disputa da dança no gelo sênior                 | Não houve disputa da dança no gelo sênior       | Não houve disputa da dança no gelo sênior          |
| Tallinn 2014 (detalhes) | Allison Reed · Vasili Rogov · Israel                      | Tatiana Kozmava · Aleksandr Zolotarev · Geórgia | Olga Jakushina · Andrey Nevskiy · Letônia          |
| Tallinn 2015 (detalhes) | Isabella Tobias · Ilia Tkachenko · Israel                 | Federica Testa · Lukáš Csölley · Eslováquia     | Cecilia Törn · Jussiville Partanen · Finlândia     |
| Tallinn 2016 (detalhes) | Elena Ilinykh · Ruslan Zhiganshin · Rússia                | Isabella Tobias · Ilia Tkachenko · Israel       | Elliana Pogrebinsky · Alex Benoit · Estados Unidos |
| Tallinn 2017 (detalhes) | Natalia Kaliszek · Maksym Spodyriev · Polônia             | Alisa Agafonova · Alper Uçar · Turquia          | Elliana Pogrebinsky · Alex Benoit · Estados Unidos |
| Tallinn 2018 (detalhes) | Christina Carreira · Anthony Ponomarenko · Estados Unidos | Anastasia Skoptcova · Kirill Aleshin · Rússia   | Natalia Kaliszek · Maksym Spodyriev · Polônia      |

### Júnior

#### Individual masculino júnior
| Evento                  | Ouro                                  | Prata                                | Bronze                                |
| Tallinn 2011 (detalhes) | Samuel Koppel · Estônia               | German Frolov · Estônia              | nenhum outro competidor               |
| Tallinn 2012 (detalhes) | Daniil Parkman · Rússia               | Konstantin Mavromatti · Rússia       | Ilia Chernykh · Rússia                |
| Tallinn 2013 (detalhes) | Roman Galay · Finlândia               | Juho Pirinen · Finlândia             | Ilia Chernykh · Rússia                |
| Tallinn 2014 (detalhes) | Artem Tsoglin · Israel                | Armen Agaian · Geórgia               | Roman Galay · Finlândia               |
| Tallinn 2015 (detalhes) | Dmitry Bushlanov · Rússia             | Igor Efimchuk · Rússia               | Daniil Zurav · Estônia                |
| Tallinn 2016 (detalhes) | Matyáš Bělohradský · República Tcheca | Thomas Stoll · Alemanha              | Nikita Starostin · Rússia             |
| Tallinn 2017 (detalhes) | Andrei Mozalev · Rússia               | Maksim Fedotov · Rússia              | Matyáš Bělohradský · República Tcheca |
| Tallinn 2018 (detalhes) | Artur Danielian · Rússia              | Tomas Llorenc Guarino Sabate · Suíça | Nikita Starostin · Alemanha           |

#### Individual feminino júnior
| Evento                             | Ouro                              | Prata                             | Bronze                              |
| Tallinn 2011 (detalhes)            | Sindra Kriisa · Estônia           | Viktoria Proshina · Rússia        | Karine Rutlauka · Letônia           |
| Tallinn 2012 (detalhes)            | Stanislava Konstantinova · Rússia | Viktoria Proshina · Rússia        | Ekaterina Kozlovskaya · Rússia      |
| Tallinn 2013 (detalhes)            | Jemima Rasmuss · Noruega          | Ksenia Kochueva · Rússia          | Diana Reinsalu · Estônia            |
| Tallinn 2014 (detalhes)            | Anni Järvenpää · Finlândia        | Stanislava Konstantinova · Rússia | Kristina Shkuleta-Gromova · Estônia |
| Tallinn 2015 - Grupo I (detalhes)  | Shaline Ruegger · Suíça           | Ella Mizrahi · Israel             | Serena Giraud · França              |
| Tallinn 2015 - Grupo II (detalhes) | Stanislava Konstantinova · Rússia | Alisa Fedichkina · Rússia         | Diana Nikitina · Letônia            |
| Tallinn 2016 (detalhes)            | Alisa Fedichkina · Rússia         | Elizaveta Nugumanova · Rússia     | Dahyun Ko · República Tcheca        |
| Tallinn 2017 (detalhes)            | Anastasiia Gubanova · Rússia      | Anastasiia Arkhipova · Ucrânia    | Anastasia Gracheva · Rússia         |
| Tallinn 2018 (detalhes)            | You Young · Coreia do Sul         | Selma Välitalo · Finlândia        | Niina Petrokina · Estônia           |

#### Duplas júnior
| Evento                  | Ouro                                           | Prata                                 | Bronze                             |
| Tallinn 2016 (detalhes) | Daria Kvartalova · Alexey Sviatchenko · Rússia | Hailey Kops · Artem Tsoglin · Israel  | nenhum outro competidor            |
| Tallinn 2017 (detalhes) | Daria Kvartalova · Alexey Sviatchenko · Rússia | Cleo Hamon · Denys Strekalin · França | nenhum outro competidor            |
| 2018                    | Não houve disputa de duplas júnior             | Não houve disputa de duplas júnior    | Não houve disputa de duplas júnior |

#### Dança no gelo júnior
| Evento                  | Ouro                                               | Prata                                              | Bronze                                                   |
| Tallinn 2011 (detalhes) | Victoria-Laura Lõhmus · Andrei Davodov · Estônia   | nenhum outro competidor                            | nenhum outro competidor                                  |
| Tallinn 2012 (detalhes) | Marina Elias · Denis Koreline · Estônia            | Ksenia Shevshenko · German Frolov · Estônia        | nenhum outro competidor                                  |
| Tallinn 2013 (detalhes) | Ksenia Konkina · Georgy Reviya · Rússia            | Ekaterina Chernikina · Andrey Filatov · Rússia     | Marina Elias · Denis Koreline · Estônia                  |
| Tallinn 2014 (detalhes) | Eugenia Tkachenka · Yuri Hulitski · Bielorrússia   | Kimberly Berkovich · Ronald Zilberberg · Israel    | Emilia Kalehanava · Uladzislau Palkhouski · Bielorrússia |
| Tallinn 2015 (detalhes) | Aleksandra Amelkhina · Andrey Filatov · Rússia     | Ksenia Konkina · Georgy Reviya · Rússia            | Sarah Marine Rouffanche · Geoffrey Brissaud · França     |
| Tallinn 2016 (detalhes) | Anastasia Skoptsova · Kirill Aleshin · Rússia      | Ksenia Konkina · Grigorii Yakushev · Rússia        | Polina Ivanenko · Danil Karpov · Rússia                  |
| Tallinn 2017 (detalhes) | Anastasia Skoptsova · Kirill Aleshin · Rússia      | Elizaveta Khudaiberdieva · Nikita Nazarov · Rússia | Julia Tultseva · Anatoliy Belovodchenko · Rússia         |
| Tallinn 2018 (detalhes) | Elizaveta Khudaiberdieva · Nikita Nazarov · Rússia | Diana Davis · Gleb Smolkin · Rússia                | Ekaterina Katashinskaya · Aleksandr Vaskovich · Rússia   |

### Noviço avançado

#### Individual masculino noviço avançado
| Evento                  | Ouro                        | Prata                       | Bronze                      |
| Tallinn 2011 (detalhes) | Mihhail Sokolov · Estônia   | Mark Yuris · Rússia         | nenhum outro competidor     |
| Tallinn 2012 (detalhes) | Aleksandr Selevko · Estônia | Daniil Zurav · Estônia      | Nikita Solovjov · Estônia   |
| Tallinn 2013 (detalhes) | Maksim Kuznetsov · Rússia   | Aleksandr Selevko · Estônia | Kasparas Garsvas · Lituânia |
| Tallinn 2014 (detalhes) | Maksim Kuznetsov · Rússia   | Mihhail Selevko · Estônia   | Lauri Lankila · Finlândia   |
| Tallinn 2015 (detalhes) | Egor Rukhin · Rússia        | Andreas Nordeback · Suécia  | Jegor Eschlinger · Alemanha |
| Tallinn 2016 (detalhes) | Chen Yudong · China         | Fang Shuai · China          | Andreas Nordeback · Suécia  |
| Tallinn 2017 (detalhes) | Chen Yudong · China         | Jegor Martsenko · Estônia   | Francois Pitot · França     |
| Tallinn 2018 (detalhes) | Matias Lindfors · Finlândia | Jegor Martsenko · Estônia   | Daniels Kochkers · Letônia  |

#### Individual feminino noviço avançado
| Evento                  | Ouro                        | Prata                               | Bronze                           |
| Tallinn 2011 (detalhes) | Kristina Shoshina · Rússia  | Anna Laura Perve · Estônia          | Erna Anna Husko · Estônia        |
| Tallinn 2012 (detalhes) | Elžbieta Kropa · Lituânia   | Kristina Shkuleta Gromova · Estônia | Jea Hyryläinen · Finlândia       |
| Tallinn 2013 (detalhes) | Anita Bauer · Estônia       | Maria Semenova · Rússia             | Lukrecija Paulikaitė · Lituânia  |
| Tallinn 2014 (detalhes) | Ekaterina Kurakova · Rússia | Anželika Kļujeva · Letônia          | Petra Laakonen · Finlândia       |
| Tallinn 2015 (detalhes) | Alexandra Feigin · Bulgária | Aleksandra Trusova · Rússia         | Diana Guseva · Rússia            |
| Tallinn 2016 (detalhes) | Alena Kanysheva · Rússia    | You Young · Coreia do Sul           | Anna Kuzmenko · Rússia           |
| Tallinn 2017 (detalhes) | Niina Petrõkina · Estônia   | Jelizaveta Rudneva · Estônia        | Julia Brovall · Suécia           |
| Tallinn 2018 (detalhes) | Amalia Zelenjak · Estônia   | Zasmina Jefremenko · Letônia        | Roos Van Der Pas · Países Baixos |

#### Dança no gelo noviço avançado
| Evento                  | Ouro                                              | Prata                                               | Bronze                                         |
| Tallinn 2011 (detalhes) | Ksenia Konkina · Georgy Reviya · Rússia           | Maria Oleynik · Andrey Neverov · Rússia             | Lilia Iutanina · Andrey Filatov · Rússia       |
| Tallinn 2012 (detalhes) | Ksenia Konkina · Georgy Reviya · Rússia           | Maria Oleynik · Maksim Nekrasov · Rússia            | nenhum outro competidor                        |
| Tallinn 2013 (detalhes) | Viktoria Semenjuk · Artur Gruzdev · Estônia       | Polina Kalinina · Maksim Nekrasov · Rússia          | Katerina Bunina · Andrei Sokolov · Estônia     |
| Tallinn 2014 (detalhes) | Karina Sidarenka · Maksim Yelenich · Bielorrússia | nenhum outro competidor                             | nenhum outro competidor                        |
| Tallinn 2015 (detalhes) | Irina Khavronina · Nikita Tashirev · Rússia       | Ekaterina Kuznetsova · Dmitrii Parkhomenko · Rússia | Angelina Zimina · Egor Goncharov · Rússia      |
| Tallinn 2016 (detalhes) | Julia Alieva · Mikhail Kaigorodtsev · Rússia      | Sofiia Aleksova · Maksemilian Dubov · Rússia        | Aleksandra Samersova · Fedor Sharonov · Rússia |
| Tallinn 2017 (detalhes) | Julia Alieva · Mikhail Kaigorodtsev · Rússia      | Angelina Zimina · Andrei Pilin · Rússia             | Ksenia Golubeva · Fedor Orekhov · Rússia       |
| Tallinn 2018 (detalhes) | Mariia Miliukova · Nikita Vitryanyuk · Chipre     | Tatjana Bunina · Ivan Kuznetsov · Estônia           | Vasilisa Grigoreva · Lev Sergeev · Rússia      |